# Liste de mets à base de viande de bœuf

## Type de cuisson

### Les morceaux à rôtir ou à griller

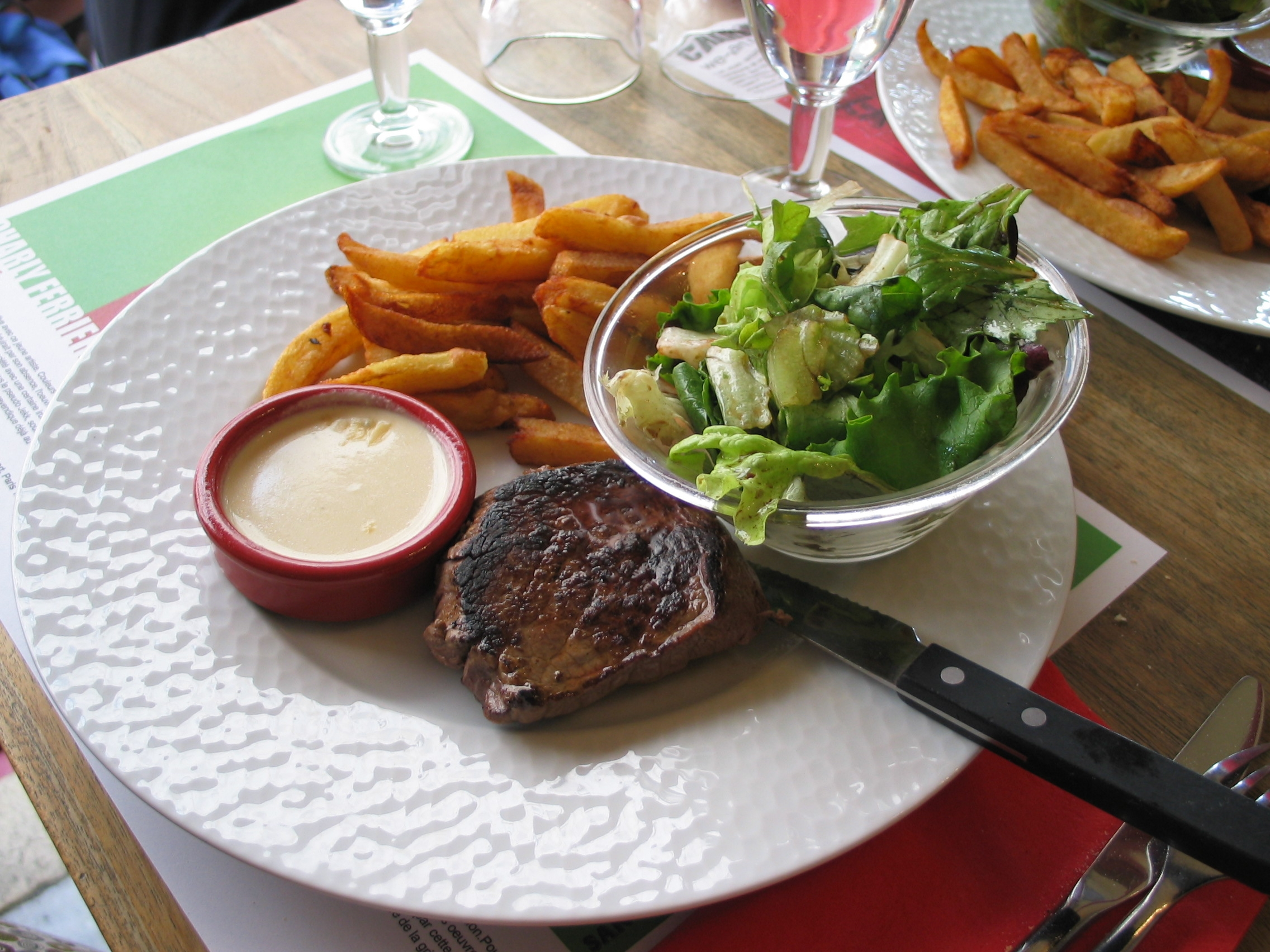
Pavé de rumsteck accompagné de frites, de salade verte et de sauce.

La cuisson est réalisée au four, en cocotte, à la poêle ou au gril. Pour les morceaux cuits à la poêle, il est possible de faire une sauce en déglaçant la poêle avec du vin rouge (sauce marchand de vin) ou du vin blanc (sauce Bercy), éventuellement avec des échalotes.
Les morceaux utilisés sont souvent les plus chers :
- filet
- faux-filet
- entrecôte
- rumsteck
- côte de bœuf
- bavette
- bavette de flanchet
- onglet
- araignée
- hampe
- petit nerf
- poire
- surf and turf

### Les morceaux à bouillir ou à braiser
Ce type de cuisson, plus longue que les rôtis, permet d’attendrir des morceaux qui sans cela seraient trop durs pour être consommés. La recette française typique de bœuf bouilli est le pot-au-feu où différents morceaux de viande de bœuf (macreuse, flanchet, plat de côtes, gîte) sont plongés dans l’eau avec divers légumes et des os à moelle. Il existe également de nombreux plats mijotés tels que le bœuf bourguignon ou carbonade flamande. Les alcools utilisés pour élaborer la sauce des plats mijotés à base de bœuf sont le vin rouge, le vin blanc, la bière, le whisky. Les restes de viandes bouillies ou braisées peuvent être utilisés pour certaines recettes comme le hachis parmentier.
Les morceaux utilisés :
- gîte (gîte arrière)
- gîte (gîte avant)

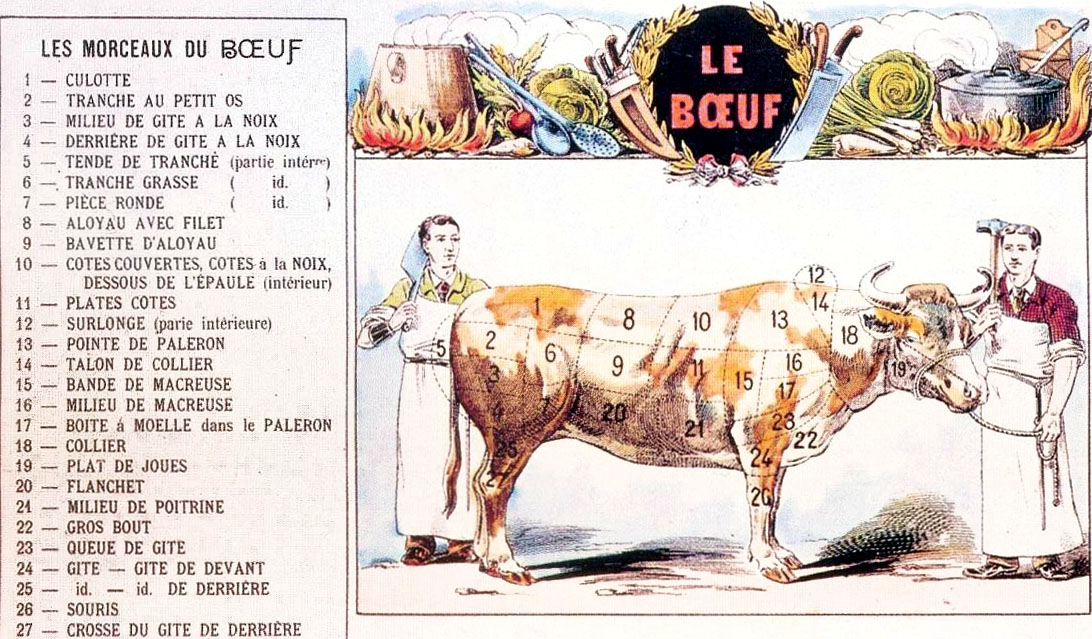
Les morceaux du bœuf.

- gîte à la noix et la tranche (le gîte à la noix est parfois vendu comme viande à rôtir ou à griller)
- bavette à pot-au-feu
- flanchet
- collier
- macreuse
- jumeau
- poitrine
- tendron
- plat de côte
- basse côte
- joue

## Viande fumée

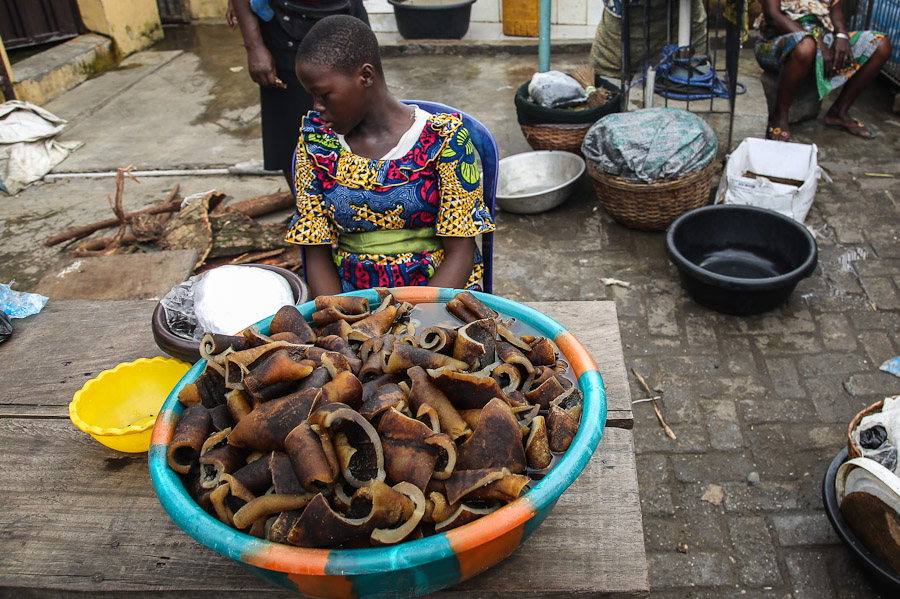
Peau de vache fumée consommée au Nigeria.